# Macworld/iWorld

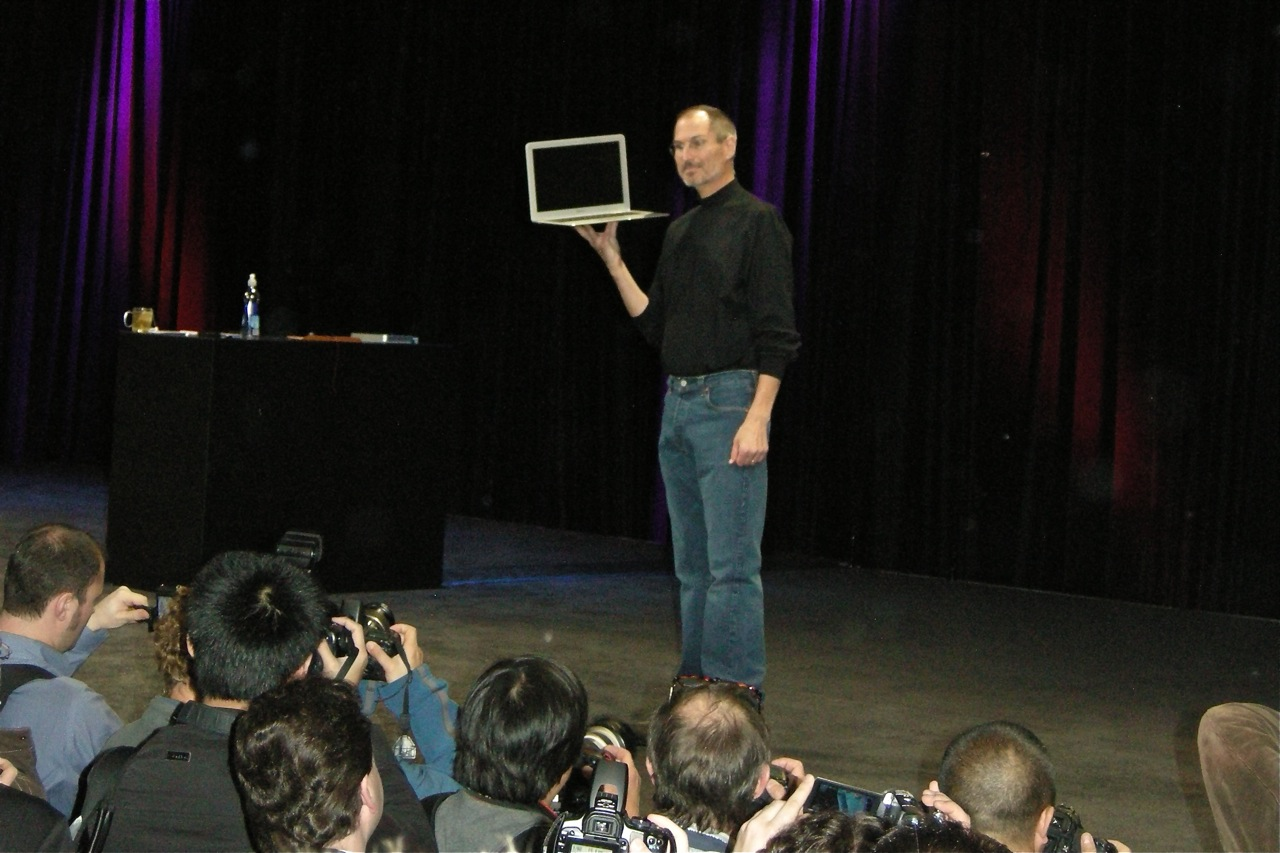
Steve Jobs introduceert de MacBook Air tijdens de beurs in 2008.

Macworld/iWorld was een computerbeurs die was gericht op de Apple Macintosh-computers en bijbehorende apparaten. De beurs werd oorspronkelijk halfjaarlijks gehouden, met een editie in januari in de Amerikaanse stad San Francisco en een tweede editie in de zomer aan de oostkust van de VS. Na 2005 was de de zomerbeurs gestopt. De beurs heette oorspronkelijk Macworld Expo en daarna Macworld Conference & Exposition. De organisator was IDG; een Amerikaanse uitgeverij die onder andere het tijdschrift Macworld uitgeeft. Het evenement was bekend om de toespraken van Steve Jobs, die vaak "Stevenotes" werden genoemd.
Macworld Expo werd in 1985 gestart door Peggy Kilburn, die de beurs heeft georganiseerd tot en met 1999. De zomerbeurs vond oorspronkelijk plaats in Boston, maar werd op verzoek van Apple in 1998 verplaatst naar New York.

## Nederlandse editie
In mei 1988 vond een eerste Europese editie van Macworld Expo plaats in de RAI in Amsterdam. Dit kreeg een vervolg in 1989, 1990 en 1991.